# Hipercloremia
La hipercloremia  se define como un nivel elevado de cloruro en la sangre y es muy infrecuente. Se considera grave cuando es mayor de 125 mEq/ L. La hipercloremia acompaña a un trastorno del equilibrio acidobásico (acidosis metabólica, alcalosis gaseosa) o a una hipernatremia. 

## Causas
Entre sus principales causas están
- Deshidratación
- Aporte excesivo oral o parenteral.
- Síndrome nefrótico.
- Administración intravenosa de soluciones con exceso de cloro
- Concentración elevada de sodio en la sangre.
- Diabetes Insípida.
- Fármacos como los corticosteroides, estrógenos, andrógenos y diuréticos.
- Consumo de sal en exceso en pacientes con insuficiencia renal

## Síntomas
- Estreñimiento severo, que no se alivia con laxantes y que dura de 2 a 3 días.
- Náuseas que afectan la capacidad de comer.
- Vómitos (más de 4 veces en 24 horas).
- Diarrea que no mejora con tratamientos antidiarreicos ni modificando la dieta.
- Somnolencia, confusión.